# Habenaria foliosa
Habenaria foliosa är en orkidéart som beskrevs av Achille Richard. Habenaria foliosa ingår i släktet Habenaria och familjen orkidéer. Inga underarter finns listade i Catalogue of Life.